# Philisca ornata
Espèce
Philisca ornata est une espèce d'araignées aranéomorphes de la famille des Anyphaenidae.

## Distribution
Cette espèce est endémique de l'archipel Juan Fernández au Chili. Elle se rencontre sur l'île Robinson Crusoe.

## Description
Le mâle décrit par Ramírez en 2003 mesure 8,65 mm et la femelle 7,18 mm.

## Publication originale
- Berland, 1924 : Araignées de l'île de Pâques et des îles Juan Fernandez. The Natural History of Juan Fernandez and Easter Island. vol. 3, no 3, p. 419-437 (texte intégral).